# 丁草胺
丁草胺（英語：Butachlor）是一种乙酰苯胺类除草剂，作为一种选择性的出苗前(萌前)除草剂使用。